# Ди Джусто, Маттео
Маттео ди Джусто (нем. Matteo Di Giusto; род. 18 августа 2000, Швейцария) — швейцарский футболист, защитник клуба «Винтертур». Старший брат полузащитника Невио ди Джусто.

## Клубная карьера
Ди Джусто — воспитанник клубов «Ваген», Веттинген, «Баден» и «Цюрих». Летом 2018 года на правах аренды стал игроком академии «Фрайбурга». 1 августа в матче против сверстников из «Гамбурга» Маттео дебютировал в юношеском Кубке Германии и отметился дебютным голом. 
24 августа 2019 года в поединке против «Янг Бойз» дебютировал за «Цюрих». В июле 2020 года перешёл в «Вадуц». 20 сентября в матче против «Базеля» он дебютировал за новый клуб. 6 февраля 2021 года в поединке против «Цюриха» Ди Джусто забил дебютный гол в швейцарской Суперлиге. 
Летом 2022 года за неизвестную сумма стал игроком клуба «Винтертур», подписав четырёхлетний контракт. 16 июля в матче против «Базеля» он провёл первый матч за клуб. 18 октября против «Сьона» Маттео забил первый гол за «Винтертур».

## Международная карьера
В 2023 году в составе молодёжной сборной Швейцарии Ди Джусто принял участие в молодёжном чемпионате Европы. На турнире он сыграл в матчах против Норвегии, Франции и Испании.